# Japinulik
Japinulik is een bestuurslaag in het regentschap Padang Lawas Utara van de provincie Noord-Sumatra, Indonesië. Japinulik telt 38 inwoners (volkstelling 2010).